# Mirošov, Jihlava
Mirošov là một làng thuộc huyện Jihlava, vùng Vysočina, Cộng hòa Séc.